# Burnt Mounds von Poundcartron
 Die drei Burnt Mounds von Poundcartron liegen völlig abgelegen, auf etwa 500 m Länge, nordöstlich der Maumturk Mountains auf der Südwestseite des Gleann Glaise höhenmäßig oberhalb und entlang des Bealanabrack Rivers in Connemara im County Galway in Irland.
Burnt Mounds (engl. für verbrannte Hügel, in Irland: ancient cooking place oder irisch fulacht fiadh genannt) sind eine Gattung bronzezeitlicher Fundplätze auf den Britischen Inseln. Sie werden als Reste von Brauereien, Kochstellen, Textilproduktionsstätten oder Saunen interpretiert. Für Irland rechnet Anne-Marie Denvir mit 20.000 solcher Plätze. Im County Cork sind allein mehr als 2.000 verzeichnet. In Connemara sind sie dagegen mit sechs Anlagen ausgesprochen selten.

## Beschreibung
Fulacht fiadh 1 an der Seite eines Weges besteht aus einem durch kleine Felsbrocken definierten halbrunden Bereich von etwa 4,2 × 5,0 m, im Osten und Südosten angrenzend an einen 1,0 bis 1,6 m hohen grasbewachsenen Hügel von 4,2 × 6,5 m, der durch den Wegebau beschädigt wurde.
Fulacht fiadh 2 liegt an einem steilen Hang und besteht aus einem ovalen Bereich von etwa 4,5 m × 3,0 m, definiert durch eine Linie kleiner Felsbrocken. Hier grenzt auf der Talseite ein 0,6–2,0 m hoher Hügel von etwa 6,0 m Durchmesser aus zerbrochenem Sandstein, etwas Quarz und Erde an. Obwohl es keinen Bach in unmittelbarer Nähe gibt, gibt eine erhebliche Oberflächenerosion.
Fulacht fiadh 3 liegt auch an einem steilen Hang und besteht aus einem 1,0 bis 2,0 m hohen halbmondförmigen, grasbedeckten Hügel von etwa 9,0 × 4,5 m. Er ist an der Westseite offen, wo ein kleiner Bach vorbeifließt.